# Morti nel 1182
| Questa pagina contiene informazioni ricavate automaticamente dalle voci biografiche con l'ausilio del template Bio e di un bot. L'aggiornamento è periodico e automatico e ricostruisce completamente la pagina. Se manca una persona in questa lista, sei pregato di non aggiungerla, ma accertati piuttosto che la sua voce biografica contenga il template Bio e che i dati anagrafici siano correttamente compilati. Se il template Bio manca, inseriscilo tu stesso o, in alternativa, metti l'avviso {{tmp\|Bio}} che ne segnala la mancanza. Se i dati riportati sono sbagliati, correggi direttamente la voce biografica; le modifiche saranno visibili in questa lista entro pochi giorni. Per chiarimenti vedi il progetto biografie. La lista contiene solo le 23 persone che sono citate nell'enciclopedia e per le quali è stato implementato correttamente il template Bio. Pagina aggiornata al 10 ago 2025. |

- 13 marzo - Amaury V di Montfort, nobile e militare francese
- 29 marzo - Algisio da Pirovano, arcivescovo cattolico italiano
- 2 aprile - Ulrico di Treven, patriarca cattolico tedesco
- 12 maggio - Valdemaro I di Danimarca, re danese (n. 1131)
- 16 maggio - Giovanni Comneno Vataze, generale e funzionario bizantino
- 7 luglio - Pietro di Miso, cardinale italiano
- 25 luglio - Maria di Boulogne, contessa
- 15 agosto - Albero III di Kuenring, nobile austriaco
- 13 settembre - Ahmad al-Rifa'i, giurista e mistico arabo (n. 1106)
- 15 settembre - Roberto III di Loritello, conte normanno
- 12 novembre - Agnese d'Austria, nobildonna austriaca (n. 1154)
- Maria d'Antiochia, nobile e imperatrice bizantino (n. 1145)
- Maria Comnena, bizantina (n. 1152)
- Giovanni Conti, cardinale italiano
- Enrico Dandolo, patriarca cattolico italiano
- Ugo Eteriano, teologo italiano (n. 1115)
- Giulio, vescovo cattolico italiano
- Guglielmo VIII d'Alvernia, conte
- Piacentino, giurista italiano (n. 1130)
- Valença I di Pallars Jussà, nobile spagnola
- Enrico I di Gheldria, conte
- Gerardo di Gheldria, conte
- Fujiwara no Atsuyori, poeta giapponese (n. 1090)